# Lazerationsektropium
Das Lazerationsektropium (von lateinisch laceratio ‚Zerreißung‘, altgriechisch ἐκτρέπω ektrépō, deutsch ‚nach außen wenden‘), eine ungewöhnlich starke Vorwölbung des Muttermundes bzw. der Muttermundlippen, entsteht durch narbige Abheilung eines Einrisses des Gebärmutterhalses während der Geburt (Emmetsche Risse).
Folgen eines Lazerationsektropium können sein:
- Hypersekretion an alkalischem Schleim
- Endometritis cervicis,
- Zervixkarzinom

## Therapie
Als Therapie erfolgt die Emmetsche Plastik mit Exzision der Zervixschleimhaut und plastischer Bildung eines neuen Muttermunds.